# 堺市立深井中央中学校
堺市立深井中央中学校（さかいしりつ ふかいちゅうおう ちゅうがっこう）は、大阪府堺市中区にある公立中学校。
堺市立陵南中学校の過大規模解消のため、従来の同校の校区を一部分離させる形で、堺市で39番目の市立中学校として1987年に開校した。

## 部活動

### 運動部
- サッカー
- 野球
- ソフトボール
- 男子ソフトテニス
- 女子ソフトテニス
- 陸上
- 水泳
- 男子バスケットボール
- 女子バスケットボール
- 男子バレーボール部
- 女子バレーボール部
- ダンス

### 文化部
- 美術
- 家庭科
- 合奏
- 華道
- 演劇
- 放送

計15部

## 沿革
- 1987年4月1日 - 開校。
- 1987年9月30日 - 開校記念式典を実施。
- 1995年5月10日 - 文部省から、スクールカウンセラー活用調査研究校に指定される。

## 通学区域
- 堺市立深井小学校と堺市立深井西小学校の通学区域。

## 交通
- 南海電鉄泉北線 深井駅 北へ約1.4km。
- JR 阪和線 上野芝駅 東へ約2.1km。

## 著名な出身者
- 岡本竜汰（俳優・モデル）[要出典]
- 佐藤託矢（プロバスケットボール選手）